# The Cosby Mysteries
The Cosby Mysteries é uma série de televisão exibida pela rede estadunidense NBC, entre 1994 e 1995, era estrelada por Bill Cosby, então em seu primeiro trabalho na TV, após o término de The Cosby Show. O seriado durou apenas uma temporada, com 18 episódios, e nunca foi bem sucedido. A série ainda é exibida na Grã-Bretanha pela ITV, desde 2006, nas tardes dos finais de semana.

## Elenco
- Bill Cosby como Guy Hanks
- Robert Stanton como John Chapman
- Mario Todisco como Lou
- James Naughton como Det. Sully
- Mos Def como Dante
- John Henry Kurtz como Sr. Poppy
- José Zuniga como Espinosa
- Rita Moreno como Angie Correa
- Lynn Whitfield como Barbara Lorenz
- Gwen Verdon como Yolanda